# Erebophasma haematina
Erebophasma haematina là một loài bướm đêm trong họ Noctuidae.